# Gemmaspora
Gemmaspora is een monotypisch geslacht van korstmossen dat behoort tot de orde Verrucariales van de ascomyceten. De familie is nog niet eenduidig bepaald (Incertae sedis). Het bevat alleen Gemmaspora lecanorae.